# Ерік Асадурян
Ерік Асадурян (вірм. Էրիկ Ասադուրյան / фр. Éric Assadourian; нар. 24 травня 1966, Сен-Морис, Франція) — вірменський футболіст, нападник, головний тренер «Ренна» (U-19).

## Клубна кар'єра
Вихованець клубу ІНФ (Віші), дорослу футбольну кар'єру розпочав у цьому ж клубі, який 1985 року виступав у Національному чемпіонаті Франції 3 (третій дивізіон аматорського чемпіонату Франції). У серпні 1986 року приєднався до складу представника Ліги 1 ФК «Тулуза». У своєму дебютному сезоні на професіональному рівні виглядав непогано, проте результативністю не вражав, тому керівництво «Тулузи» відправило юного нападника в оренду до клубу «Генгам» з Ліги 2. Після повернення з оренди став основним гравцем «Тулузи». Проте вже в 1990 році переходить у «Лілль». Саме в цьому клубі провів більшу частину футбольної кар'єри, у цей період викликався до другої національної збірної Франції. Його партнером по нападу в команді був колишній гравець збірної Франції Франсуа Бріссон, а потім швед Кеннет Андерссон та австралієць Френк Фаріна. Проте з часом почав втрачати швидкість та витривалість, задля продовження кар'єри в «Ліллі» змушений був на футбольному полі розташовуватися глибше.
Результативність Еріка привертає увагу головного тренера «Ліона» Жана-Мішеля Ола запросити його до команди на сезон 1995/96 років. Виступав поруч з зірковим нападником Флор'єном Морісом, з яким він вдало зіграв у Кубку УЄФА проти римського «Лаціо», в якому віддав результативний пас та відзначився голом у двоматчевому протистоянні 1995 року, а також у Кубку ліги, в якому дійшов до фіналу.
Тим не менш, Ола не побачив Асадуряна у складі клубу на наступний сезон й на початку сезону 1996/97 років дозволив йому перейти в «Генгам». У «старій-новій» команді він швидко травмувався, а потім був гравцем резерву. Незважаючи на результативну гру в резервній команді, у головній команді майже не отримував ігрової практики (9 матчів, 1 гол), також не брав участі у фінальному поєдинку кубку Франції. Сезон 1997/98 років також розпочав з «Генгамом», який виграв Кубок Інтертото, проте у Лізі 1 не зіграв жодного поєдинку.
Маючи бажання грати змушений був залишити «Генгам» й у жовтні 1997 року приєднався до складу скромного представника Ліги 2 «Луан-Кюїзо». У команді Ерік набирає прекрасну форму й разом з Жеромом Лампереро формує ефективну атаку, але, незважаючи на більш ніж задовільний сезон (35 матчів, 8 голів та 6 передач), йому не вдається допомогти команді уникнути вильоту в Національний чемпіонат. У сезоні 1998/99 років перебрався до «Бове», продемонструвавши найкращу результативність у кар'єрі (13 голів та 5-е місце в списку найкращих бомбардирів чемпіонату). Однак сезон 1998/99 років виявився не зовсім вдалим, оскільки його комана в Лізі 2 посіла 20-е місце.
У сезоні 1999/00 років виступав за єдиний професіональний клуб вірменської меншини — АСОА (Валанс). У команді виступав на позиції нападника та атакувального півзахисника, проте за підсумками сезону «Валанс» вилетів до Національного чемпіонату. У сезоні 2000/01 років провів непоганий сезон (відзначився 6-а голами), також грав з командою в кубку ліги та кубку Франції. Проте по закінченні сезону 2000/01 років вирішив завершити кар'єру гравця.
Протягом кар'єри гравця Ерік Асадурян грав пліч-о-пліч з такими футболістами як Ерік Кантона, Жослен Англома, Людовик Жулі, Паскаль Нума, Франк Жава, Яцек Бонк, Паскаль Олмета, Флорен Моріс, Мішель Тер-Закарян та Антуан Сіб'єрський... Зрештою, провів 278 матчів та відзначився 38 голами у Лізі 1 та 113 матчів і 28 голів — у Лізі 2.

## Кар'єра в збірній
Колишній гравець французької «молодіжки» у 1996 році вирішив захищати кольори національної збірної Вірменії у поєдинках кваліфікації чемпіонату світу 1998 року. Дебютував у вірменській збірній 5 жовтня 1996 року в нічийному (1:1) поєдинку кваліфікації чемпіонату світу 1998 року проти Північної Ірландії.
Під час кваліфікаційних матчів був одним з провідних гравців вірменської збірної, якій у своїй групі допоміг посісти 4-е місце (найкращий результат Вірменії у кваліфікаційних турнірах чемпіонату світу) й здобути по одній історичній перемозі проти Північної Ірландії та Албанії. Також у цій кваліфікації Ерік відзначився 3-а голами, в тому числі й у воротах Португалії, в якій грав легендарний Луїш Фігу.
Прихід Сурена Барсегяна на тренерський місток Вірменської збірної до початку кваліфікації Євро-2000 призвів до занепаду команди через вибір Барсегяна гравців та тактики на матчі, внаслідок чого багато гравців відмовляються приїжджати до національної збірної, наприклад, Асадурян.
31 березня 1999 року, за декілька годин до матчу Франція - Вірменія, тренер повідомляє гравцеві, що Ерік залишається на лаві запасних. Ерік Ассадуріан, до цього капітан збірної, відмовляється від подальших виступів за національну команду й зазначає, що в такому випадку бажано ставити молодого гравця для підготовки майбутнього резерву збірної.
Після цієї відмови Сурен Барсегян більше не викликав гравця.

### Голи за збірну
| # | Дата           | Місце             | Суперник          | Рахунок | Результат | Змагання             |
| - | -------------- | ----------------- | ----------------- | ------- | --------- | -------------------- |
| 1 | 5 жовтня 1996  | Північна Ірландіф | Північна Ірландія | 1–1     | Нічия     | кваліфікація ЧС 1998 |
| 2 | 20 серпня 1997 | Португалія        | Португалія        | 1–3     | Поразка   | кваліфікація ЧС 1998 |
| 3 | 6 вересня 1997 | Вірменія          | Албанія           | 3–0     | Перемога  | кваліфікація ЧС 1998 |

## Кар'єра тренера
По завершенні кар'єри гравця працював з юніорським командами «Бреста» та «Ланса». З 2005 по 2011 рік працював на різних тренерських посадах у «Лансі», у тому числі очолював команду U-18 та резервний склад команди. У 2009 році привів команду до перемоги в чемпіонаті Франції U-18. У 2011 році під керівництвом Еріка Асадуряна резервна команда «Лансу» посіла 7-е місце в аматорському чемпіонаті Франції.
З червня 2012 по червень 2014 року працював з юнацькою командою катарського клубу «Аль-Духаїль», також очолював другу команду клубу. Після цього повернувся у «Брест», де очолив команду U-19. У червні 2019 року призначений головним тренером «Ренн» (U-19) та відповідальним за підготовку молодіжної команди.

## Статистика

### Клубна
| Сезон     | Клуб          | Країна  | Змагання | Матчі | Голи |
| --------- | ------------- | ------- | -------- | ----- | ---- |
| 1986/1987 | «Тулуза»      | Франція | Ліга 1   | 16    | 0    |
| 1987/1988 | «Тулуза»      | Франція | Ліга 1   | 2     | 0    |
| 1987/1988 | «Генгам»      | Франція | Ліга 2   | 12    | 1    |
| 1988/1989 | «Тулуза»      | Франція | Ліга 1   | 22    | 6    |
| 1989/1990 | «Тулуза»      | Франція | Ліга 1   | 21    | 3    |
| 1990/1991 | «Лілль»       | Франція | Ліга 1   | 35    | 4    |
| 1991/1992 | «Лілль»       | Франція | Ліга 1   | 33    | 6    |
| 1992/1993 | «Лілль»       | Франція | Ліга 1   | 38    | 6    |
| 1993/1994 | «Лілль»       | Франція | Ліга 1   | 35    | 6    |
| 1994/1995 | «Лілль»       | Франція | Ліга 1   | 37    | 5    |
| 1995/1996 | «Ліон»        | Франція | Ліга 1   | 30    | 2    |
| 1996/1997 | «Генгам»      | Франція | Ліга 1   | 9     | 0    |
| 1997/1998 | «Луан-Кюїзо»  | Франція | Ліга 2   | 35    | 8    |
| 1998/1999 | «Бове»        | Франція | Ліга 2   | 35    | 13   |
| 1999/2000 | АСОА (Валанс) | Франція | Ліга 2   | 30    | 6    |
| 2000/2001 | АСОА (Валанс) | Франція | Ліга 2   | 28    | 5    |

## Досягнення
«Тулуза»
- Ліга 1
  -  Бронзовий призер (1): 1986/87

«Ліон»
- Кубок французької ліги
  -  Фіналіст (1): 1995/96

«Генгам»
- Кубок Франції
  -  Фіналіст (1): 1996/97

- Кубок Інтертото
  -  Володар (1): 1996[3]